# Самати
Са̀мати (на фински: Sammatti, ˈsɑmːɑtːi) е малък град и бивша община (до 2009 г.) във Финландия, провинция Южна Финландия. Намира се в областта Уусимаа, на 65 km западно от Хелзинки. Населението му е 1242 души по данни от преброяването приз 2004 г.

## Личности
В Самати е роден и умира фолклористът Елиас Льонрот (1802-1884).